# عبدالله باه (بازیکن فوتبال، زاده ۱۹۹۷)
عبدالله باه (انگلیسی: Abdoulie Bah؛ زادهٔ ۵ نوامبر ۱۹۹۷) بازیکن فوتبال اهل گامبیا است.
وی همچنین در تیم ملی فوتبال گامبیا بازی کرده است.